# Іст-Вандергрифт (Пенсільванія)
Іст-Вандергрифт (англ. East Vandergrift) — місто (англ. borough) в США, в окрузі Вестморленд штату Пенсільванія. Населення — 602 особи (2020).

## Географія
Іст-Вандергрифт розташований за координатами 40°35′51″ пн. ш. 79°33′46″ зх. д. / 40.59750° пн. ш. 79.56278° зх. д. (40.597437, -79.562908).  За даними Бюро перепису населення США в 2010 році місто мало площу 0,38 км², з яких 0,33 км² — суходіл та 0,05 км² — водойми.

## Демографія
Згідно з переписом 2010 року, у селищі мешкали 674 особи в 312 домогосподарствах у складі 182 родин. Густота населення становила 1796 осіб/км².  Було 365 помешкань (973/км²).
Расовий склад населення:
| - 95,3 % — білих - 1,9 % — чорних або афроамериканців - 0,6 % — азіатів - 0,1 % — корінних американців |

До двох чи більше рас належало 1,8 %. Частка іспаномовних становила 1,0 % від усіх жителів.
За віковим діапазоном населення розподілялося таким чином: 19,9 % — особи молодші 18 років, 59,9 % — особи у віці 18—64 років, 20,2 % — особи у віці 65 років та старші. Медіана віку мешканця становила 44,0 року. На 100 осіб жіночої статі у селищі припадало 91,5 чоловіків;  на 100 жінок у віці від 18 років та старших — 88,2 чоловіків також старших 18 років.
Середній дохід на одне домашнє господарство  становив 44 131 долар США (медіана — 40 163), а середній дохід на одну сім'ю — 51 878 доларів (медіана — 45 682). Медіана доходів становила 36 000 доларів для чоловіків та 24 853 долари для жінок. За межею бідності перебувало 12,8 % осіб, у тому числі 18,4 % дітей у віці до 18 років та 13,1 % осіб у віці 65 років та старших.
Цивільне працевлаштоване населення становило 367 осіб. Основні галузі зайнятості: освіта, охорона здоров'я та соціальна допомога — 25,6 %, виробництво — 15,0 %, роздрібна торгівля — 12,5 %, мистецтво, розваги та відпочинок — 10,9 %.